# カーチス・ライト CW-19
CR-2 クーペ / CW-19 / CW-23
CW-19R
- 用途：多用途機
- 分類：輸送機
- 設計者：

  - ドノヴァン・リース・バーリン
  - カール・スコット（Carl Scott）
  - ジョージ・オーガスタス・ペイジ・ジュニア(George Augustus Page Jr.)[1]
- 製造者：

  - カーティス・ロバートソン航空機製造社（~1933）
  - カーティス・ライト社（1933~）
- 初飛行：1935年
- 生産数：約30機

CW-19（Curtiss-Wright CW-19 ）は、1930年代半ばにアメリカ合衆国で設計/製造された民間向けの汎用機である。CW-23軍用練習機の試作機を含めた幾つかの派生型が少数生産された。

## 設計と開発
カーチス・ライト社との合併と「カーチス・ロバートソン」ブランドの廃止までの短い期間、本機はカーチス・ロバートソン CR-2 クーペ（Coupe）と呼ばれていた。本機は固定の尾輪式降着装置を持つ並列複座の全金属製の片持ち式低翼単葉機であり、2名の乗員が並列に並んで搭乗した。オリジナルのCR-2試作機を除く全ての型に共通の特徴は、大きなズボン形の主脚覆いであった。当初意図していた民間市場向けの設計は完遂されなかったが、間もなくタンデム配置のキャビンへの変更と機関銃と爆弾を搭載できるようにした軍用機型が開発された。

## 運用の歴史
カーチス・ライト社はこの軍用機型を地上攻撃機として輸出市場で販売することに期待していたが、受注したのは中華民国空軍の20機とキューバ空軍の3機のみであった。無武装の練習機型も開発されてアメリカ陸軍航空隊（USACC）に提案されたが、発注はされなかった。
この機種の市場開拓の最後の試みとしてエンジン出力を450 hp (340 kW)から600 hp (450 kW)へ増強し、降着装置を引き込み式とした型がCW-23として再度USACCに提案された。今度は高等練習機として提案されたが、この用途への需要は無かった。CW-19は遥かに成功を収めたCW-21とCW-22の設計の基礎となった。

## 派生型
- CR-2 – 支柱で支えられた主翼と剥き出しの主脚を持つカーチス・ロバートソンの試作機（2機製造）。
- Model 19L – 片持ち式主翼とスパッツ付き主脚を持ち、Lambert R-266エンジンを搭載した試作機（1機製造）。
- Model 19W - ワーナー スーパースカラブエンジンを搭載した試作機（1機製造）。
- Model 19Q – ライカミング R-680-B2 エンジンを搭載した水上機（製造されず）。
- Model 19R 戦闘機 - ライト J-6-7 エンジンを搭載、武器を搭載、タンデム複座化した軍用機版（23機製造）。
- Model 19R 長距離練習機 - 機体中央に予備の35ガロン入り外部増槽を搭載。前方固定と後方銃手用に各1丁の機関銃。
- Model 19R 軽爆撃機 - 2丁の.30 口径機関銃と2カ所のA-3 爆弾架 (563 lb)。
- Model 19R 写真偵察機 - 機体下部に2基の写真機。
- Model 19R 攻撃機（特製） - 主翼に機関銃を搭載した単座機（製造されず）。
- Model 19R 高等練習機 - R-760-E2 又は R-975-E3 エンジンを選択可。
- Model 19R 水上機 - 1936年に提案された19Qの派生型（製造されず）。
  - Model A19R - USAAC向けに提案された軍用練習機型（3機製造。1機は後にCW-22へ改装。）[2]。
  - Model B19R - Model A19Rの民間型の計画機（製造されず）。
  - Model C19R - R-975-E3 エンジン搭載の水陸両用型基本練習機（製造されず）。
  - Model C19R - 水陸両用型高等練習機（製造されず）。
  - Model C19R - 水陸両用型戦闘機 - 前方固定機関銃と後方銃手用機関銃（製造されず）。
  - Model C19R - 水陸両用型写真偵察機 - フェアチャイルド KB-3 カメラ搭載。
  - Model C19Z - 水陸両用型又は水上機型の基本練習機 - プラット・アンド・ホイットニー ワスプ SC-Gエンジン搭載。
- CW-23 - プラット・アンド・ホイットニー R-1340 エンジンを搭載し、降着装置を引き込み式にした軍用高等練習機（1機製造。）

## 運用
- ボリビア 1938年に10機のCW-19Rを受領し、1949年の時点で4機が残存就役[3]。
- 中華民国 20機のCW-19Rを購入[4]。
- キューバ 1937年に5機のCW-19Rを受領し、1948年の時点で1機が残存就役[3]。
- ドミニカ共和国 1937年に2機のCW-19Rを購入[3]。
- エクアドル 1936年に6機を受領、1943年まで就役[3]。

## 現存機
- 1機が2013年3月23日にファンタジーオブ・フライトに搬入された。この機体は現在はボリビア軍機のマーキングが施されており、整備のためにここに運ばれて飛行可能なまでに修復される[5]。2014年2月10日に修復開始以降初の飛行を行った[6]。

## 要目 (CW-19R)

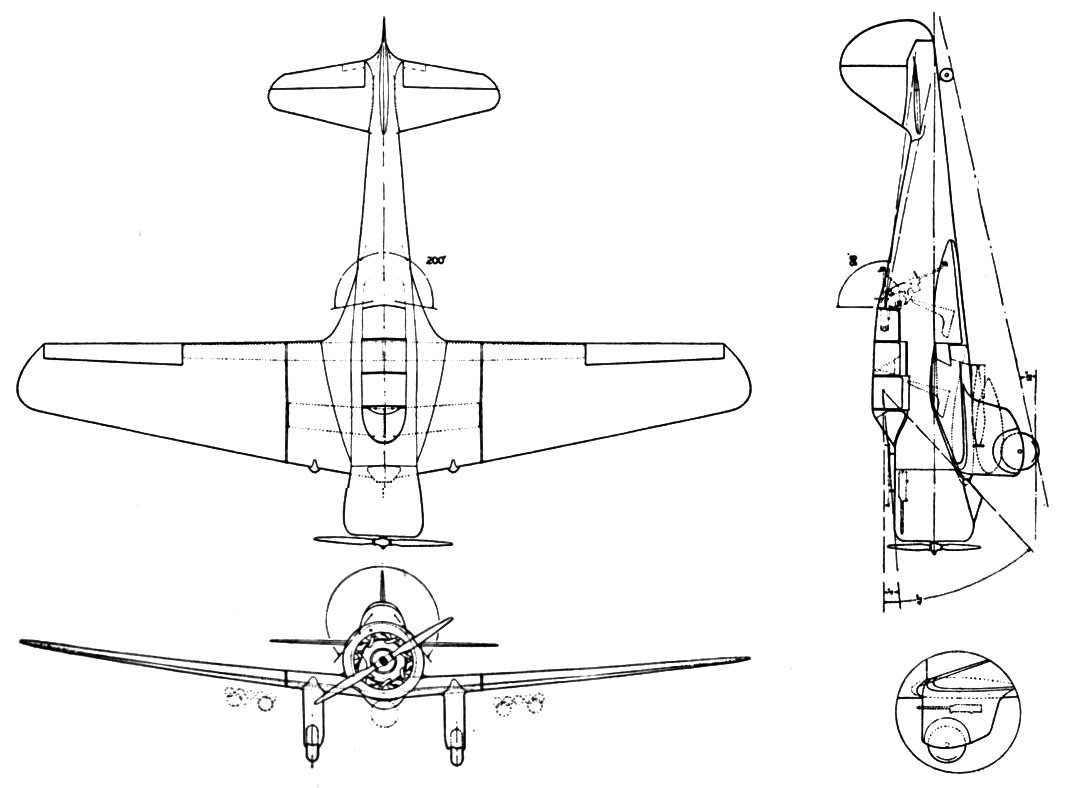
CW-19R

出典: Curtiss Aircraft 1907–1947 
諸元
- 乗員: 2
- 全長: 8.02 m （26 ft 4 in）
- 全高: m （8 ft）
- 翼幅: 10.66 m（35 ft 0 in）
- 翼面積: 16.2 m2 （174.3 ft2）
- 空虚重量: 904 kg （1,992 lb）
- 運用時重量: 1,588 kg （3,500 kg）
- 動力: ライト R-760E2 空冷 星型エンジン、260 kW （350 hp）   × 1燃料70 gal

性能
- 最大速度: 298 km/h  185 mph
- 巡航速度: 264 km/h  164 mph
- 上昇率: 9.6 m/s （1,890 ft/min）

武装
- 固定武装: 1から3 × .30 in (7.6 mm) 機関銃（前方固定）

1 × .30 in (7.62 mm) 機関銃（後方可動）
- 爆弾: 翼下に爆弾縣架装置